# Paranormal Activity 4
Série Paranormal Activity
Paranormal Activity 3
(2011) Paranormal Activity 5 : Ghost Dimension
(2015)
Pour plus de détails, voir Fiche technique et Distribution.
Paranormal Activity 4, ou Activité paranormale 4 au Québec, est un film d'horreur américain réalisé par Henry Joost et Ariel Schulman, sorti en 2012. Il s'agit du quatrième volet de la saga Paranormal Activity et d'une suite à Paranormal Activity 2.
L'histoire se déroule dans une nouvelle famille, quelques années après l'enlèvement de Hunter par Katie. Alex vit avec ses parents et son petit frère Wyatt, dont on apprend plus tard qu'il a été adopté. Un petit garçon du nom de Robbie, qui était en fait leur voisin, est recueilli par la famille après que sa mère se retrouve à l'hôpital. À son arrivée, d'étranges phénomènes se font ressentir et Alex décide, avec l'aide de son ami Ben, de placer la maison sous surveillance vidéo.

## Synopsis
Le 9 octobre 2006, Kristi Rey et son mari ont été tués par sa sœur Katie, possédée par un démon. Elle enlève ensuite Hunter, le fils de Kristi âgé d’un an, sans savoir que la belle-fille de Kristi, Ali, est toujours en vie et en voyage scolaire. Un message indique que Katie et Hunter sont restés introuvables.
Cinq ans plus tard, en novembre 2011, on voit le jeune Wyatt accompagné de sa sœur Alex Nelson et son ami Ben, fêter Halloween dans la banlieue d’Henderson et découvrent qu’ils ont de nouveaux voisins en face de chez eux, dont un petit garçon.
Le lendemain, Alex filme Wyatt pendant son match de foot et découvre au loin le fils des voisins regarder le match avant de disparaître. Durant le trajet du retour en voiture, Alex revoit réapparaître le même enfant et croit qu’il est rentré du stade à pied, tout seul. Après la soirée entre amis, Alex et Ben sortent dans le jardin et montent dans la cabane de l’adolescente. Cependant, une fois, là-haut, Ben à la surprise de voir un enfant et Alex comprend qu’il s'agit de l’enfant des voisins. Elle décide de le ramener chez lui et apprend qu’il s’appelle Robbie. Dans la nuit, Alex entend une ambulance devant la maison des voisins et le lendemain, Robbie arrive à la maison après que la mère d’Alex, Holly, lui a proposé de s’occuper de lui pendant quelques jours, alors que la mère de Robbie est admise à l’hôpital.
Tard, dans la nuit, Alex parle avec Ben sur son ordinateur, jusqu’à ce qu’elle entende du bruit et interrompe la conversation. Elle descend pour aller voir et laisse Ben l'attendre. Pendant ce temps, on peut apercevoir, à travers la caméra de l’ordinateur, l'ombre d'un enfant qui court et rigole. Peu après, Alex réapparaît subitement et raconte à son ami qu'elle a vue Robbie dans la cuisine fixer la porte.
Le lendemain, Ben révèle à Alex que son ordinateur enregistre automatiquement leurs conversations par webcam, et lui montre une vidéo où l'on peut voir Robbie entrer dans sa chambre et dormir auprès d’elle.
Plus tard, Alex trouve Wyatt et Robbie dans sa cabane en train de discuter avec l’ami invisible de Robbie. Dans la soirée, Wyatt joue seul avec la Kinect, tandis que Robbie est assis sur le canapé. Ben lui demande pourquoi il ne joue pas, mais ce dernier lui dit qu’il préfère jouer avec son ami imaginaire. Ben éteint les lumières et montre à Wyatt et Alex la vision nocturne de la caméra. Alors qu’Alex, Ben et Wyatt dansent dans le noir, Robbie reste assis sur le canapé. Le lendemain, en visualisant la vidéo de la veille, Alex remarque une silhouette assise près de Robbie, semblant les regarder.
Nuit #1 : 6 novembre 2011
Alex sort de sa chambre, après avoir entendu du bruit. Allant dans la chambre des enfants, elle voit Wyatt dormir, mais le lit de Robbie semble vide. En descendant les escaliers, Alex voit Robbie parler tout seul au milieu du salon et lui demande à qui il parlait. Une fois que Robbie lui répond qu’il ne parlait à personne, une silhouette apparaît soudainement et l’enfant disparaît.
Le lendemain, Alex montre à Ben ce qu’elle a vu la nuit dernière. Déconcerté par son comportement étrange, Ben propose d’activer la caméra de l'ordinateur portable de Wyatt dans sa chambre et celle de Holly dans la cuisine, en plus de la Kinect, pour enregistrer tout autre événement étrange.
Nuit #3 : 8 novembre 2011
Robbie réveille Wyatt, et les deux enfants semblent commencer à jouer et à courir dans toute la maison. La vision infrarouge de la Kinect dans le salon montre alors la silhouette d’un enfant que Wyatt et Robbie poursuivent. Jusqu'à ce que Holly, réveillée par les bruits, descende pour faire coucher les enfants.
Le lendemain après-midi, une fois rentrée de l’école, Alex se trouve seule à la maison et entend quelque chose. Alex allume la caméra de son téléphone portable et découvre les jouets de Wyatt dans le couloir jusque dans sa chambre et prend peur lorsque le train électrique s’allume tout seul. Une fois descendue dans le hall d’entrée, Alex voit le lustre de la salle à manger bouger, et prend peur lorsque le lustre du hall d'entrée tombe, la frôlant de très près. En levant la tête, Alex a la surprise de voir Robbie à l’étage, qui fuit en criant : "Il n’aime pas que tu le surveilles !". Bien que son père Doug blâme les ajusteurs légers, Alex se méfie de Robbie.
Nuit #6 : 11 novembre 2011
Alex est réveillée par des voitures noires devant la maison de Robbie, de l’autre côté de la rue. Elle sort de chez elle pour aller voir ce qui se passe, et découvre plusieurs femmes en costume noir devant la maison. Elle est confrontée à l’une d'entre elles et retourne chez elle, apeurée.
Dans la journée, Holly se retrouve seule avec Wyatt. L’enfant joue avec son vélo dans la maison, lorsqu’une chaise se déplace toute seule, bloquant le passage, suivie d'une autre chaise. Peu après, l'on aperçoit Wyatt, debout, face à son vélo, qui se déplace tout seul.
Plus tard, les deux enfants discutent entre eux, et Robbie demande à Wyatt s’il veut "le" voir. L'on peut voir juste après la porte se ferme toute seule, et une ombre traverser la pièce. Un bruit à l’étage pousse Alex et Ben à monter et découvrent que Robbie a dessiné un étrange symbole sur le dos de Wyatt. L'enfant explique à sa sœur que Robbie lui a dessiné dessus pour qu'il puisse voir son ami. Ben interroge alors Robbie de quel ami Wyatt parle, mais ce dernier lui répond que son ami ne l'aime pas
Nuit #7 : 12 novembre 2011
Wyatt se réveille, descend jusque dans le salon et semble parler avec Toby. Dans la journée, Alex va voir Wyatt pour savoir pourquoi il s'est réveillé dans la nuit. Voyant Robbie lui souffle qu'il ne doit rien dire, Alex lui fait comprendre que son petit frère a le droit de s'exprimer et semble déçue de s'apercevoir que Wyatt ne se confie plus à sa grande sœur et qu'il ne lui parle pratiquement plus depuis que Robbie s'est installé.
Plus tard, Alex montre à Ben une vidéo où l'on voit un symbole dans le bac à sable du jardin, similaire à celui dessiné par Robbie sur le dos de Wyatt, aperçu dans la seconde vidéo.
En faisant des recherches, Alex découvre qu’il s’agit d'un symbole Hattusien utilisé dans des rituels sacrés, pour qu’un démon puisse prendre possession d’un enfant mâle. Elle continue à lire, révélant que les Hittites respectaient trois phases préparatoires, afin qu'un démon envoûte un enfant :
- Actuation : l’hôte développe des dons surnaturels flagrants
- Affirmation : l’hôte doit donner la preuve de ses dons surnaturels au démon,
- Sacrifice : l’hôte est contraint de répandre le sang d’une personne inviolée, vierge.

Plus tard, Holly utilise son ordinateur pour préparer à manger, et l'on peut voir, pendant qu'elle parle avec Wyatt dans sa chambre, que son couteau s'envole au plafond. Une fois revenue dans la cuisine, Holly s'aperçoit que son ustensile a disparu et le cherche partout, croyant devenir folle, mais finit par en prendre un autre.
Nuit #8 : 13 novembre
Wyatt se trouve debout et semble chercher quelque chose. Alors que son lit bouge, des bruits se font entendre jusque dans la chambre d'Alex, ce qui réveille cette dernière. L'enfant se précipite sous sa couette et l’adolescente descend voir d'où provenait le bruit. Ne trouvant rien, Alex s'apprête à remonter se coucher, lorsqu'un livre tombe de l'étagère. Une fois remis à sa place, le livre retombe une seconde fois, lorsqu'Alex se retourne. Cependant, après avoir rangé le livre différemment, Alex prend peur lorsqu'elle entend un énorme bruit, suivi de bruits de pas. Après avoir attendu quelques instants, l'adolescente finit par remonter se recoucher.
Dans la journée, l'on peut voir Robbie semblant regarder l'ordinateur de Wyatt pendant que celui-ci joue avec son train. Une fois que Holly annonce qu’elle sort faire quelques courses, Robbie attend qu'elle soit partie pour annoncer à Wyatt qu'il est temps d'y aller. De sa chambre, Alex voit alors les deux enfants sortir du domicile et se précipite pour aller les récupérer. Une fois arrivée chez Robbie, Alex se présente, mais la maison se trouve vide et n'est pas aménagée. Au moment où un cri se fait entendre, Alex appelle Wyatt et se précipite dans une chambre où elle découvre les deux enfants sauter sur un lit.
Alex récupère Wyatt, prête à quitter la maison, mais elle a la surprise de voir Katie qui s'identifie comme étant la mère de Robbie. Alors que l'adolescente s'excuse pour l'intrusion, Katie remercie la mère d'Alex de s'être occupée de Robbie et en enlaçant Wyatt, dit qu'il ressemble à sa mère. Le soir, Alex raconte à sa mère ce qui s'est produit dans la journée et qu’elle ne pense pas que la mère de Robbie était malade. Elle semble néanmoins contente que Robbie soit de retour chez lui.
Nuit #9 : 14 novembre
Doug regarde un match à la télé et entend un claquement. En se levant pour voir, il regarde à l'étage et en revenant, l'on voit l'ordinateur de la cuisine s'allumer. Doug se dirige vers l'ordinateur pour l'éteindre, mais une fois arrivé à l'entrée du salon, l'ordinateur se rallume. Il se redirige en direction de l'ordinateur. Doug ré-éteint l'ordinateur et repart. Lorsque soudainement, le couteau de Holly, resté au plafond, tombe et se plante dans le plan de travail de la cuisine. Doug prend peur, prend le couteau et le range, avant de repartir. Au même moment, sa femme Holly descend lui demander d’aller se coucher. Surpris, Doug ne sait pas quoi faire et Holly décide de remonter. Doug, ne comprenant pas ce qu'il vient de se produire, finit par monter se coucher.
Dans la journée, Alex demande à son frère ce qu'il faisait chez Robbie. Wyatt répond qu'il était parti voir sa mère, qui lui a dit que s'il est ami avec Robbie, c'est parce que tout comme lui, Robbie aussi est un enfant adopté. Ce qui surprend Alex, qui veut savoir comment la mère de Robbie savait que Wyatt était adopté et ce qu'elle lui a dit d'autre. Wyatt répond qu'elle a lui révélé que son autre famille veut le reprendre.
Nuit #10 : 15 novembre
Dans la chambre de Wyatt, la porte s'ouvre toute seule et peu après, l'enfant est réveillé. Wyatt se lève et descend dans le salon, face à la télé et murmure qu'il a sommeil. La vision infrarouge de la Kinect montre la silhouette d'un enfant qui semble se rapprocher du jeune garçon. Au fur et à mesure que la forme se rapproche de Wyatt, ce dernier commence à parler et finit par crier qu'il ne s'appelle pas Hunter et que son nom est Wyatt. Son père Doug, réveillé par les cris, descend pour le remettre au lit.
Dans la journée, Alex aperçoit de loin Wyatt, en compagnie de Robbie, dans la cabane. Une fois montée, elle découvre que Wyatt est de nouveau seul. Après avoir posé la caméra, elle se rapproche de son petit frère et demande ce que faisait Robbie. Wyatt lui répond que Robbie lui avait dit qu'il était prêt grâce à lui et que son heure était bientôt arrivée, avant de descendre avec sa grande sœur.
Dans la soirée, Wyatt prend un bain et regarde un dessin animé, jusqu'à ce qu'il entende un bruit et voit son ordinateur s'éteindre brusquement. Inquiet, Wyatt n'a pas le temps d'appeler sa mère, qu'il est violemment tiré dans le fond de la baignoire pendant un moment, jusqu'à ce qu'il ressorte de l'eau, semblant l'air différent. L'ordinateur se rallume avant que sa mère le sorte de la baignoire.
Nuit #11 : 16 novembre
Pendant que les parents se disputent, Wyatt se réveille et va se cacher dans le placard de sa chambre, avant que sa porte ne s'ouvre toute seule. Peu après, c’est au tour de la porte de la chambre d'Alex de s'ouvrir toute seule, avant que le petit frère ne rentre. Wyatt reste à l'entrée de la chambre et fixe le lit d'Alex jusqu'à ce que la couette s'envole et que l'adolescente endormie lévite au-dessus de son lit.
Le lendemain, Alex découvre dans la chambre de Wyatt le prénom Hunter écrit sur la porte de son placard et demande à son petit frère si c'est lui qu'il l'a écrit et ce que cela veut dire. Ce dernier répond que c'est son prénom et qu'il s'appelle ainsi.
Nuit #12 : 17 novembre
Dans la nuit, Alex discute par webcam avec Ben et lui raconte sa dispute avec ses parents, concernant l'adoption de Wyatt et sa famille biologique. Elle continue à parler avec Ben en descendant jusque dans la cuisine. À ce moment-là, la Kinect montre que Katie se trouve dans le salon. Alex continue de parler à Ben et entend le garage s'ouvrir tout seul. Elle descend voir ce qui se passe et Ben croit que la porte du garage est bloquée. Alex referme le garage et coupe son appel vidéo. Juste après, elle entend de nouveau le garage s'ouvrir tout seul, et une fois arrivée à la porte du garage, prend peur lorsqu'elle voit celle-ci se fermer brusquement, mais ne voit pas la porte de la cuisine se refermer également. Prise au piège, Alex prend peur et panique lorsqu'elle voit la voiture s'allumer toute seule.
Pendant ce temps, Wyatt se réveille et s'enferme dans son placard lorsqu'il entend que quelqu'un monte les escaliers et se rapproche. Katie entre dans sa chambre et l'appelle Hunter, révélant qu'elle est sa tante et lui demande d'ouvrir la porte. Elle lui explique qu'elle resterait près de lui jusqu'à ce qu'il soit prêt.
Dans le garage, Alex commence à s'étouffer à cause du gaz du pot d'échappement libéré et finit par briser la vitre de la voiture avec un club de golf. La jeune adolescente entre dans la voiture et fonce alors en marche arrière pour sortir. Plus tard dans la nuit, Alex raconte à ses parents, en pleurs, ce qu'il s'est produit, traumatisée par ce qu'elle a vécu.
Le lendemain, Alex raconte à Ben par webcam qu'elle croit que ses parents la prennent pour une folle. Cependant, son père Doug veut l'inviter au restaurant pour discuter tous les deux, en lui avouant qu'il est prêt à écouter sa fille.
Plus tard, pendant que Holly discute au téléphone, Katie apparaît dans la maison et monte dans la chambre de Wyatt. Dans le salon, Holly entend plusieurs craquements et prend peur lorsqu'un livre tombe. Elle le récupère et le range, recule et se trouve bloquée. Un rugissement se fait entendre et Holly se fait violemment jeter du plafond au sol, qu'on entend à plusieurs reprises depuis la chambre où se trouve Katie. Cette dernière descend et cache le corps.
Peu de temps après, Ben entre dans la maison, espérant trouver Alex et lui laisse plusieurs messages sur sa messagerie vocale, dont un où il raconte qu'il a découvert sur internet un lien entre le symbole Hattusien et un groupe de sorcières, et qu'il va transférer ses recherches sur son ordinateur à elle. En regardant la Kinect dans le salon, Ben entend un énorme bruit et monte dans la chambre d'Alex. Il tente de rappeler Alex une fois de plus, regarde dans son dressing et allume son ordinateur. Mais une fois assis, Katie apparaît soudainement derrière lui. Ben sent qu'il se passe quelque chose derrière lui et à la seconde qui suit, Katie lui brise la nuque et cache son corps dans le dressing d'Alex.
Dans la soirée, Doug et Alex sont de retour. Doug pense voir Holly et Wyatt partir chez la voisine d'en face, mais Alex lui révèle qu'il s’agit de la mère de Robbie. Doug conseille à Alex de rentrer, pendant qu'il va voir ce qui se passe en face. L'adolescente rentre chez elle et appelle sa mère, sans savoir qu'elle est morte. Alex monte dans sa chambre, voit que Ben s'est servi de son ordinateur et l'appelle. Cependant, elle entend le téléphone de son ami sonner jusque dans son dressing et pense qu'il lui fait encore une mauvaise blague. Une fois entrée, Alex n'a pas le temps de voir le corps de Ben qu'elle se fait propulser hors de son dressing et tirer hors de sa chambre.
Paniquée, Alex sort de chez elle demander de l'aide, appelle son père en courant vers la maison des voisins. L'adolescente entre dans la maison, apeurée, appelle son père et entend un bruit. Alex se rapproche et appelle son père une fois de plus. À peine entrée dans la pièce d'à côté, Alex est choquée de voir son père se faire attaquer par une force invisible qui le tire au fond de la maison, criant à l'aide, alors qu’Alex, cherchant à récupérer son père, supplie qu'on le laisse tranquille. Cependant, Doug disparaît, probablement mort. Alex entre dans une chambre où les fenêtres sont couvertes d'articles de presse. Croyant entendre Wyatt, elle fait demi-tour et voit une personne au fond du couloir, sans savoir qu'il s'agit de Katie possédée par un démon. Poussant un cri inhumain, Katie pourchasse Alex, la forçant à quitter la maison par la fenêtre et tombe nez à nez sur Hunter, qu'elle continue d'appeler Wyatt et le supplie de partir avec elle, mais en se retournant pour voir ce que le garçon regarde, Alex découvre un groupe de femmes qui se dirige vers elle et prend peur. À peine après avoir fait demi-tour, Katie se jette sur Alex, faisant tomber son téléphone et coupant la vidéo, mettant fin au film, laissant présager la mort d'Alex.

## Fiche technique
- Titre original et français : Paranormal Activity 4
- Titre québécois : Activité paranormale 4
- Réalisation : Henry Joost et Ariel Schulman
- Scénario : Zack Estrin, Oren Peli et Christopher Landon
- Direction artistique : Jennifer Spence
- Décors : Jason Garner
- Costumes : Leah Butler
- Montage : Gregory Plotkin
- Photographie : Doug Emmett
- Son : Peter Brown
- Production : Jason Blum et Oren Peli
- Sociétés de production : Blumhouse Productions, Paramount Pictures, Room 101
- Sociétés de distribution : Paramount Pictures (États-Unis et France)
- Pays d’origine :  États-Unis
- Budget : 5 000 000 $
- Langue : anglais
- Durée : 87 minutes environ (version cinéma) - 93 minutes (version longue)
- Format : couleurs - 35 mm - 2.35:1 -  Son Dolby numérique
- Genre : horreur
- Dates de sortie :
  - États-Unis : 19 octobre 2012
  - France, Belgique : 31 octobre 2012
- Classification :
  - France :Tout public avec avertissement lors de sa sortie en salles mais déconseillé aux moins de 12 ans à la télévision[réf. nécessaire]

## Distribution
- Kathryn Newton (VF : Claire Bouanich) : Alex Nelson
- Matt Shively (VF : Hugo Brunswick) : Ben
- Tyler Phillips (VF : Fabien Briche ; VQ : Hugolin Chevrette) : Evan
- Aiden Lovekamp (VF : Gwenaëlle Jegou) : Wyatt Nelson / Hunter Rey
- Brady Allen (VF : Brigitte Lecordier) : Robbie Featherston
- Stephen Dunham (VF : Pierre Alam) : Doug Nelson
- Alexondra Lee (VF : Anne Dolan) : Holly Nelson
- Flip Schultz (VF : Bernard Bollet ; VQ : Martin Watier) : Aaron Galen
- Kathryn Fiore (VF : Ingrid Donnadieu ; VQ : Mélanie Laberge) : Dana Galen
- Olivia Alexander (VQ : Catherine Brunet) : Liz Galen
- French Stewart (VQ : François Godin) : Herb
- Arturo del Puerto (VQ : Frédérik Zacharek) : Felipe
- Peter Gilroy (VQ : Nicholas Savard L'Herbier) : Taylor
- Heidi Kramer (VF : Delphine Braillon) : Annie
- Katie Featherston (VF : Aurore Bonjour) : Katie

Source et légende : Version française (V. F.) sur AlloDoublage et Voxofilm

## Accueil

### Accueil critique
Paranormal Activity 4 reçoit des critiques négatives. L'agrégateur Rotten Tomatoes rapporte que seulement 24 % des 27 critiques ont donné un avis positif sur le film, avec une moyenne passable de 4,8/10. L'agrégateur Metacritic donne une note de 44 sur 100 indiquant des « critiques moyennes ».

### Promotion
Afin de promouvoir la sortie du film en France, l'équipe marketing du film a utilisé la même stratégie que pour le premier opus : une sortie limitée dans un premier temps afin de lancer le buzz, puis une incitation à voter via Facebook pour déterminer le parc d'exploitation du film, à la manière des groupes de rock indépendants.
Ayem Nour et Caroline Receveur, actrices de Hollywood Girls remplacent Steven Spielberg dans le spot promotionnel tourné par NRJ 12 en prenant peur lors de la projection du film et en invitant le téléspectateur à se rendre à l'avant première.

### Box-office
| Budget      | Box-office   | Box-office   | Box-office    | Box-office      | Rang au box-office     | Rang au box-office | Rang au box-office           | Réf |
| Budget      | États-Unis   | À l'étranger | Mondial       | France          | Année de sortie (2012) | Domestique         | Tous les temps dans le monde | Réf |
| ----------- | ------------ | ------------ | ------------- | --------------- | ---------------------- | ------------------ | ---------------------------- | --- |
| 5 000 000 $ | 53 900 335 $ | 88 917 657 $ | 142 817 992 $ | 900,235 entrées | #51                    | #1,415             | #1,002                       | ,   |

Paranormal Activity 4 a rencontré un succès commercial, rapportant 140 755 693 $ de recettes au box-office mondial, dont 53 900 335 $ de recettes au box-office américain. Si le film fut un succès par rapport à son budget de production de 5 millions de $, ce quatrième opus est celui qui a rapporté le plus faible succès de la série de films Paranormal Activity.